# Resurrection (álbum de New Found Glory)
Resurrection es el octavo álbum de estudio de la banda estadounidense de pop punk New Found Glory. Fue lanzado el 7 de octubre de 2014, es el primer álbum de la banda grabado como cuarteto desde la salida del guitarrista y letrista fundador Steve Klein a finales de 2013. El álbum también marca su lanzamiento debut con el sello independiente Hopeless Records, habiendo concluido su contrato de grabación anterior con Epitaph Records.
Fue producido junto a su colaborador habitual Paul Miner y grabado entre junio y julio de 2014, el álbum fue precedido por los sencillos "Selfless" y "Ready & Willing". Para promocionar el lanzamiento del álbum, la banda encabezó la quinta gira anual Glamour Kills que comenzó el 10 de agosto, con fechas en Corea del Sur, Canadá, Estados Unidos y Europa.

## Lista de canciones
1. "Selfless" – 3:47
2. "Resurrection" (con Scott Vogel de Terror) – 3:01
3. "The Worst Person" – 3:30
4. "Ready & Willing" – 3:22
5. "One More Round" – 3:03
6. "Vicious Love" – 3:23
7. "Persistent" – 3:06
8. "Stories of a Different Kind" – 3:06
9. "Degenerate" – 3:24
10. "Angel" – 3:44
11. "Stubborn" (con Anthony Raneri of Bayside) – 3:30
12. "Living Hell" – 2:41
13. "On My Own" (con Brendan Yates de Turnstile) – 3:04

## Posicionamiento en lista
| Lista (2014)                        | Posición |
| ----------------------------------- | -------- |
| Australian Albums Chart (ARIA)      | 33       |
| UK Albums Chart (OCC)               | 74       |
| UK Rock Albums (OCC)                | 7        |
| UK Independent Albums (OCC)         | 18       |
| U.S. Billboard 200                  | 25       |
| U.S. Independent Albums (Billboard) | 5        |
| U.S. Alternative Albums (Billboard) | 3        |
| U.S. Rock Albums (Billboard)        | 6        |

## Personal
Las siguientes personas contribuyeron al álbum:
New Found Glory
- Jordan Pundik - vocalista principal
- Chad Gilbert - guitarra, vocalista, compositor
- Ian Grushka - bajo
- Cyrus Bolooki - batería, percusión